# Котанян, Айк Артёмович
Айк Егиаза́рович Котаня́н (арм. Հայկ Քոթանյան, 6 июня 1951, село Иринд, Талинский район) — армянский государственный деятель.

## Биография
- 1967—1972 — экономический факультет Ереванского государственного университета.
- 1974—1975 — работал в финансово-плановом отделе МВД в качестве инженера-экономиста, ревизора.
- 1976—1979 — работал в плановой комиссии Ергорисполкома сначала в качестве экономиста отдела труда и зарплаты, затем начальника отдела труда и зарплаты.
- 1979—1985 — работал в управлении делами совета министров Армянской ССР в качестве старшего референта отдела финансов и народнохозяйственного плана.
- 1985—1992 — работал начальником штатного управления в министерстве финансов Армянской ССР.
- 1992—1993 — министр-руководитель аппарата правительства Армении.
- 1993 — являлся членом исполнительного правления Всеармянского фонда «Айастан».
- 1993—1994 — старший советник председателя Центрального банка Армении, начальник управления регистрации и лицензирования банков, затем руководитель аппарата правления Центрального банка Армении.
- 1994—1996 — главный советник правления акционерного банка «Анелик».
- 1996—1997 — советник ООО «Гераци».
- 1997—1998 — работал директором ГП «Ереванская радиосеть», а затем исполнительным директором Ереванского ЗАО «Радиосеть» министерства почты и телекоммуникаций Армении.
- 1998—1999 — начальник финансово-экономического управления министерства связи Армении.
- 1999—2009 —  руководитель аппарата парламента Армении.